# Margery Fisher
Margery Lilian Edith Fisher était une critique littéraire britannique spécialisée dans la littérature pour enfants, née Turner le 21 mars 1913 à Camberwell et morte le 24 décembre 1992 à Northampton. Elle épousa le naturaliste James Fisher en 1936. En mai 1962, elle créa le magazine Growing Point, dont la publication cessa en mars 1992. Elle était étudiante de Somerville College, Université d'Oxford.